# 地福寺 (五條市)
地福寺（じふくじ）は、奈良県五條市久留野町にある高野山真言宗の寺院。山号は牛滝山。かつては金剛山行者坊という名であった。

## 概要
由緒は明らかでない。神仏分離を受けて葛城修験道の本山であった金剛山転法輪寺が廃寺とされるに当たり、明治4年（1871年）8月、同寺の本尊であった法起菩薩が当寺に移された。もっとも、傷みが著しかったため焼却し、同9年（1876年）、像を新調したという。胎内仏の法起像は室町期の作であるとされ、また、金剛山行者坊の本尊であった役行者像、不動明王像、大威徳明王像が残されている。
この他、役行者（役小角）が天ヶ滝において降雨を祈祷して感得したという寺宝の壺が伝わる。
転法輪寺から法起菩薩を受け継いだ翌年の明治5年（1872年）より、同寺で役行者の命日・6月7日 (旧暦)に行われていた蓮華祭りも当寺に引き継がれた。現在の蓮華祭りは新暦の7月7日に行われている。

## 境内
- 狩場明神
- 白髪明神
- 白玉明神
- 牛供養碑